# Scottish League Cup 2016-2017
La Scottish League Cup 2016-17 è stata la 71ª edizione della seconda più prestigiosa competizione ad eliminazione diretta della Scozia, che per ragioni di sponsorizzazione, a partire da quest'anno, viene chiamata Betfred Cup. A vincere il trofeo, per la 16ª volta nella propria storia, è stato il Celtic che, nella finale del 27 novembre, ha sconfitto per 3-0 l'Aberdeen.

## Formula
A partire da quest'anno la formula della competizione prevede tre turni ad eliminazione diretta e la finale, successivi ad una prima fase, con 8 gironi all'italiana da 5 squadre. Ogni squadra affronta le altre una sola volta, per un totale di 4 incontri Si qualificano per la fase successiva le 8 squadre prime classificate e 4 seconde classificate, cui si uniscono le 4 squadre qualificate per le competizioni UEFA. Gli incontri a eliminazione diretta si svolgono in partite di sola andata, in caso di parità si procede con i tempi supplementari ed eventualmente ai tiri di rigore.

### Attribuzione del punto supplementare
Per aumentare lo spettacolo nelle partite della fase a gironi, la SPFL ha deciso, in caso di parità al termine dei tempi regolamentari, che verranno battuti i tiri di rigore: a ciascuna squadra viene comunque attribuito un punto, ma alla squadra che vincerà ai tiri di rigore verrà assegnato un ulteriore punto.

## Squadre partecipanti
Tra parentesi la posizione in classifica nei rispettivi campionati della precedente stagione.

### Fase a gironi (40 squadre)
- 9 club della Scottish Premiership 2015-2016

-  Dundee
-  Dundee Utd
-  Hamilton Academical
-  Inverness
-  Kilmarnock

-  Motherwell
-  Partick Thistle
-  Ross County
-  St. Johnstone

- 9 club della Scottish Championship 2015-2016

-  Alloa Athletic
-  Dumbarton
-  Falkirk
-  Greenock Morton
-  Livingston

-  Queen of the South
-  Raith Rovers
-  Rangers
-  St. Mirren

- I 10 club della Scottish League One 2015-2016

-  Airdrieonians
-  Albion Rovers
-  Ayr Utd
-  Brechin City
-  Cowdenbeath

-  Dunfermline
-  Forfar Athletic
-  Peterhead
-  Stenhousemuir
-  Stranraer

- I 10 club della Scottish League Two 2015-2016

-  Annan Athletic
-  Arbroath
-  Berwick Rangers
-  Clyde
-  East Fife

-  East Stirlingshire
-  Elgin City
-  Montrose
-  Queen's Park
-  Stirling Albion

- Il club vincitore della Highland Football League 2015-2016

-  Cove Rangers

- Il club vincitore della Lowland Football League 2015-2016

-  Edinburgh

### Secondo turno (16 squadre)
- 8 club vincitori del rispettivo girone
- 4 club secondi classificati
- 3 club della Scottish Premiership 2015-2016 qualificati per le competizioni UEFA

-  Aberdeen
-  Celtic
-  Hearts

- 1 club dello Scottish Championship 2015-2016 qualificato per le competizioni UEFA

-  Hibernian

## Calendario
| Turno            | Prima partita     |
| ---------------- | ----------------- |
| Fase a gironi    | 16 luglio 2016    |
| 2º turno         | 9 agosto 2016     |
| Quarti di finale | 20 settembre 2016 |
| Semifinali       | 22 ottobre 2016   |
| Finale           | 27 novembre 2016  |

## Incontri

### Fase a gironi
La prima fase, con la partecipazione di tutte le squadre non impegnate in competizioni UEFA, è una fase a gironi. Le squadre vengono divise secondo criteri geografici in due gruppi da 20 (Nord e Sud). Ogni gruppo prevede una graduatoria in base ai risultati della stagione precedente, con 4 teste di serie, 4 squadre in seconda fascia e le rimanenti 12 in terza. Per ogni gruppo zonale vengono sorteggiati 4 gruppi da 5 squadre (una testa di serie, una squadra di seconda fascia e 3 di terza) per un totale di 8 gruppi.
| Zona | Teste di serie    | Seconda Fascia        | Terza Fascia     | Terza Fascia     | Terza Fascia          |
| ---- | ----------------- | --------------------- | ---------------- | ---------------- | --------------------- |
| Nord | 1 St. Johnstone   | 9 Dundee United       | 17 Dunfermline   | 21 East Fife     | 25 Stirling Albion    |
| Nord | 2 Ross County     | 10 Falkirk            | 18 Alloa         | 22 Cowdenbeath   | 26 Arbroath           |
| Nord | 3 Inverness CT    | 11 Raith Rovers       | 19 Peterhead     | 23 Forfar        | 27 Montrose           |
| Nord | 4 Dundee          | 12 Dumbarton          | 20 Brechin       | 24 Elgin         | 28 Cove Rangers       |
| Sud  | 5 Motherwell      | 13 Rangers            | 29 Ayr United    | 33 Albion Rovers | 37 Annan              |
| Sud  | 6 Partick Thistle | 14 Greenock Morton    | 30 Livingston    | 34 Stenhousemuir | 38 Berwick Rangers    |
| Sud  | 7 Hamilton        | 15 St Mirren          | 31 Stranraer     | 35 Queen's Park  | 39 Edinburgh City     |
| Sud  | 8 Kilmarnock      | 16 Queen of the South | 32 Airdrieonians | 36 Clyde         | 40 East Stirlingshire |

#### Sorteggio
Il sorteggio della fase a gironi si è svolto il 27 maggio 2016.
| Zona | Gruppo | Testa di serie      | Seconda fascia     | Terza fascia   | Terza fascia   | Terza fascia       |
| ---- | ------ | ------------------- | ------------------ | -------------- | -------------- | ------------------ |
| Nord | A      | Dundee              | Dumbarton          | Peterhead      | East Fife      | Forfar Athletic    |
| Nord | B      | St. Johnstone       | Falkirk            | Brechin City   | Elgin City     | Stirling Albion    |
| Nord | C      | Inverness           | Dundee Utd         | Dunfermline    | Cowdenbeath    | Arbroath           |
| Nord | D      | Ross County         | Raith Rovers       | Alloa Athletic | Montrose       | Cove Rangers       |
| Sud  | E      | Partick Thistle     | Queen of the South | Airdrieonians  | Stenhousemuir  | Queen's Park       |
| Sud  | F      | Motherwell          | Rangers            | Stranraer      | Annan Athletic | East Stirlingshire |
| Sud  | G      | Hamilton Academical | St. Mirren         | Ayr Utd        | Livingston     | Edinburgh          |
| Sud  | H      | Kilmarnock          | Greenock Morton    | Albion Rovers  | Clyde          | Berwick Rangers    |

### Secondo Turno
Tra le squadre qualificate al secondo turno vengono scelte 8 teste di serie (le quattro squadre qualificate alle competizioni UEFA e le quattro migliori prime classificate dei gironi) che affronteranno una squadra tra le non teste di serie (le altre quattro vincenti del girone e le quattro migliori seconde). Il sorteggio è avvenuto il 31 luglio 2016 a Tannadice Park, subito dopo l'incontro tra Dundee United e Dunfermline.
| Teste di serie  | Non teste di serie  |
| --------------- | ------------------- |
| Aberdeen        | Ayr Utd             |
| Alloa Athletic  | Dundee Utd          |
| Celtic          | Hamilton Academical |
| Hearts          | Inverness           |
| Hibernian       | Motherwell          |
| Greenock Morton | Peterhead           |
| Partick Thistle | Queen of the South  |
| Rangers         | St. Johnstone       |

#### Risultati
| Squadra 1           | Risultato | Squadra 2          |
| ------------------- | --------- | ------------------ |
| 9 agosto 2016       |           |                    |
| Rangers             | 5 – 0     | Peterhead          |
| Dundee Utd          | 3 – 1     | Partick Thistle    |
| Hamilton Academical | 1 – 2     | Greenock Morton    |
| Alloa Athletic      | 1 – 0     | Inverness          |
| Hibernian           | 1 – 3     | Queen of the South |
| 10 agosto 2016      |           |                    |
| St. Johnstone       | 3 – 2     | Hearts             |
| Ayr Utd             | 1 – 2     | Aberdeen           |
| Celtic              | 5 – 0     | Motherwell         |

### Quarti di finale
Il sorteggio dei quarti di finale si è svolto il 10 agosto 2016 a Celtic Park, subito dopo la fine dell'incontro tra Celtic e Motherwell. A partire da questo turno non ci sono più le teste di serie.
| Squadra 1         | Risultato | Squadra 2          |
| ----------------- | --------- | ------------------ |
| 20 settembre 2016 |           |                    |
| Greenock Morton   | 2 - 1     | Dundee Utd         |
| Rangers           | 5 - 0     | Queen of the South |
| 21 settembre 2016 |           |                    |
| Celtic            | 2 – 0     | Alloa Athletic     |
| 22 settembre 2016 |           |                    |
| Aberdeen          | 1 – 0     | St. Johnstone      |

### Semifinali
Il sorteggio delle semifinali si è svolto il 22 settembre 2016 al Pittodrie Stadium, subito dopo la fine dell'incontro tra Aberdeen e St. Johnstone.
| Squadra 1       | Risultato | Squadra 2 |
| --------------- | --------- | --------- |
| 22 ottobre 2016 |           |           |
| Greenock Morton | 0 – 2     | Aberdeen  |
| 23 ottobre 2016 |           |           |
| Rangers         | 0 – 1     | Celtic    |

### Finale
| Arbitro: | John Beaton |

|  |           |                                          |
|  | Marcatori | 16’ Rogic 37’ Forrest 64’ (rig.) Dembélé |

## Classifica marcatori
| Gol |  |  | Giocatore       | Squadra         |
| --- |  |  | --------------- | --------------- |
| 7   |  |  | Martyn Waghorn  | Rangers         |
| 6   |  |  | Brian Graham    | Ross County     |
| 6   |  |  | Greg Stewart    | Dundee          |
| 5   |  |  | Danny Swanson   | St. Johnstone   |
| 5   |  |  | Moussa Dembélé  | Celtic          |
| 4   |  |  | Scott Boden     | Inverness       |
| 4   |  |  | Andy Geggan     | Dunfermline     |
| 4   |  |  | Blair Henderson | Stirling Albion |
| 4   |  |  | Rory McAllister | Peterhead       |
| 4   |  |  | Simon Murray    | Dundee Utd      |
| 4   |  |  | Jai Quitongo    | Morton          |
| 4   |  |  | Cammy Smith     | Dundee Utd      |
| 4   |  |  | Iain Vigurs     | Inverness       |